# Certima ochracea
Certima ochracea là một loài bướm đêm trong họ Geometridae.